# نسرین ستوده
نسرین ستوده لنگرودی (زادهٔ ۹ خردادِ ۱۳۴۲) حقوق‌دان، وکیل دادگستری و فعّالِ حقوقِ بشر است. مجلهٔ تایم در سال ۲۰۲۱ او را یکی از ۱۰۰ نفر از تاثیرگذارترین افراد در جهان نامید.
ستوده عضوِ کانون مدافعان حقوق بشر، کمپین یک میلیون امضا برای تغییر قوانین تبعیض‌آمیز علیه زنان، و انجمن حمایت از حقوق کودکان بوده و وکالت پرونده‌های بسیاری از فعالان حقوق بشر، فعالان حقوق زنان، کودکان قربانیِ کودک آزاری و کودکان در معرض اعدام را برعهده داشته است. ستوده در سال ۱۳۸۸ (۲۰۰۸ میلادی) برنده جایزه حقوق بشر «سازمان حقوق بشر بین‌الملل» شد. در ۱۵ اردیبهشت ۱۳۹۹ عفو بین‌الملل با شیوع گسترده ویروس کرونا خواستار آزادی بدون قید و شرط زندانیان سیاسی و عقیدتی در جهان از جمله نسرین ستوده در ایران شد.
در مرداد ۱۳۹۹ بنا بر گزارش صدای آمریکا، رضا خندان، همسر ستوده اعلام کرد که دادستان تهران تمامی حساب‌های بانکی همسرش را مسدود کرده است. در ۲۱ مرداد ۱۳۹۹، ستوده در اعتراض به «شرایط ظالمانه زندان و بی‌پاسخ ماندن مکاتبات و مطالبات قانونی زندانیان» و قرار داشتن سرنوشت و حقوق قانونی محبوسان در دست بازجویان، اعتصاب غذا کرد.

## زندگی
نسرین ستوده لنگرودی در سال ۱۳۴۲ در تهران و به گفته خودش در خانواده‌ای مذهبی متولد شد. پدر او کاسب بود و مادرش خانه‌دار. او یک خواهر و دو برادر دارد.
ستوده کارشناسی ارشد حقوق بین‌الملل خود را از دانشگاه شهید بهشتی گرفته و از سال ۱۳۷۰ مدتی نیز به فعالیت مطبوعاتی در نشریهٔ دریچه گفتگو پرداخته است. همچنین مقالاتی در روزنامه‌های جامعه، توس، صبح امروز و مجلهٔ آبان منتشر کرده است. نسرین ستوده در دهه ۱۳۷۰ و پس از فارغ‌التحصیلی در رشته حقوق دانشگاه شهید بهشتی تهران ابتدا در معاونت حقوقی وزارت مسکن و سپس در سازمان اسناد ملی مشغول به کار شد. این شغل‌ها اما دیری نپایید و از آنها اخراج شد. به گفته همسرش، گرایش‌های سیاسی او موجب اخراجش شد.
ستوده در دهه ۱۳۷۰ همچنین در مرکز حقوقی بانک تجارت در حدود ۱۰ سال مشغول به کار بود. او همزمان مدرک کارشناسی ارشد خود را نیز از دانشگاه شهید بهشتی گرفت و سال ۱۳۷۴ در آزمون وکالت شرکت کرد. به گفته رضا خندان، به مدت ۸ سال و تا سال ۱۳۸۲ به دلیل تأیید صلاحیت نشدن از سوی وزارت اطلاعات به ستوده اجازه وکالت داده نمی‌شد تا اینکه در سال ۱۳۸۲ و پس از پیگیری‌های فریده غیرت، یکی از وکیلان شناخته شده به او اجازه وکالت داده شد.
او هنگام همکاری با انجمن حمایت از حقوق کودکان دو سال عضو هیئت مدیریه این انجمن بوده است و اکنون یکی از حقوقدانان کمپین یک میلیون امضا است. ستوده وکالت پرونده‌های فعالان حقوق بشر و کشته شدگان و اعدام شدگان حوادث پس از انتخابات ۲۲ خرداد ۱۳۸۸ را بر عهده داشته است. مهراوه خندان دختر نسرین ستوده و رضا خندان است.

### بازداشت در سال ۱۳۸۹
نسرین ستوده از ۱۳ شهریور ۱۳۸۹ بازداشت شد. اتهام او «اقدام علیه امنیت ملی، تبانی و تبلیغ علیه نظام و عضویت در کانون مدافعان حقوق بشر» بود. به گزارش هرانا، در مجموع به وی هفت اتهام وارد شده است: «اجتماع و تبانی علیه امنیت ملی، فعالیت تبلیغی علیه نظام، عضویت مؤثر در گروهک غیرقانونی و ضد امنیتی کانون مدافعان حقوق بشر، لگام (گروه موافق حذف اعدام) و شورای ملی صلح، تشویق مردم به فساد و فحشا و فراهم آوردن موجبات آن و ظاهر شدن بدون حجاب شرعی در محل شعبه بازپرسی، اخلال در نظم و آسایش عمومی و نشر اکاذیب به قصد تشویش اذهان عمومی».

#### حکم
ستوده در سال ۱۳۸۹ در دادگاه بدوی به ۱۱ سال حبس تعزیری و ۲۰ سال محرومیت از وکالت و ۲۰ سال ممنوع‌الخروجی از ایران محکوم شد. ستوده همچنین در تاریخ ۷ دی ۱۳۸۹ خورشیدی، به اتهام بی‌حجابی در ایران محاکمه و به دلیل اعتراض به روند دادگاه به پنج روز حبس تعزیری محکوم شد.
ستوده به تحمل ۱۱ سال حبس، ۲۰ سال محرومیت از وکالت و ۲۰ سال ممنوعیت خروج از کشور محکوم شده بود که در دادگاه تجدیدنظر، این حکم به شش سال حبس تعزیری و ۱۰ سال محرومیت از شغل وکالت کاهش یافت.

#### در دوران زندان
ستوده در سال ۱۳۸۹ در زندان دست به اعتصاب غذا زده بود. پس از آن گروهی از فعالان مدنی و برخی از موکلین او با انتشار نامه‌ای خواستار شکستن اعتصاب غذای او شدند. در ۴ آبان ۱۳۸۹، او پس از ۲۸ روز اعتصاب غذا بعد از ملاقات با یکی از اعضای خانواده‌اش اعتصاب خود را شکست.
ستوده مجدد از ۲۶ مهر ۱۳۹۱ دست به اعتصاب غذای «نامحدود» زد که تا ۴۹ روز ادامه یافت. او روز ۳۱ اکتبر درحالی‌که پانزدهمین روز اعتصاب غذای خود را سپری می‌کرد، در سکوت خبری به انفرادی بند فوق امنیتی ۲۰۹ اطلاعات منتقل شد. رضا خندان، همسر او در وقت ملاقات ۲۵ آبان ۱۳۹۱ با اظهار بی‌اطلاعی اداره‌کنندگان بند ۲۰۹ اطلاعات مواجه می‌شود؛ درحالی‌که مسئولان زندان اوین هم می‌گویند که ایشان در اختیار بند ۲۰۹ هستند (در واقع از نظر قضایی ناپدید شدند!!) در روز ۱۲ آذر ۱۳۹۱ پس از ۴۷ روز از شروع این اعتصاب غذا، رضا خندان همسر نسرین ستوده وضعیت او را این‌گونه شرح می‌دهد: «اکنون وضع جسمی‌اش به حدی رسیده است که بعید می‌دانم تا ملاقات بعدی بتواند سرپا باشد. سرگیجه، اختلال بینایی، عدم تعادل در راه رفتن و فشار پایین علائم هشدار دهندهٔ وخامت حال اوست، در کنار لاغری مفرط.» این اعتصاب غذا پس از ۴۹ روز در شامگاه سه‌شنبه ۱۴ آذر ۱۳۹۱ پس از بازدید برخی از نمایندگان مجلس در زندان اوین و موافقت حکومت با کلیهٔ خواسته‌های او مبنی بر لغو ممنوع‌الخروجی دخترش با موفقیت پایان یافت.
ستوده از ۲۲ مرداد ۱۳۹۹، در اعتراض به برخوردهای فراقانونی و بی‌اعتنایی متولیان امر به حق آزادی مشروط زندانیان، اعتصاب غذا کرد. وی با یادآوری دخالت مطلق نهادهای اطلاعاتی و امنیتی در احکام صادره علیه متهمان، ادامهٔ حبس در طول همه‌گیری و شرایط حاکم بر زندان‌ها را «غیرممکن» خوانده است. چند روز بعد، دختر او به اتهام عدم رعایت حجاب در زمان ملاقات با مادرش، برای ساعاتی بازداشت و با قید وثیقه و به گزارش با قید کفالت آزاد شد. حال او در ۲۹ شهریور رو به وخامت گذاشت و به بیمارستان منتقل شد. او بعداً نیز چند مرتبه به بیمارستان برای درمان منتقل شد. در مهرماه همین سال وی از زندان اوین به زندان قرچک منتقل شد.

#### آزادی
در بعد از ظهر روز ۲۷ شهریورماه ۱۳۹۲، نسرین ستوده پس از گذراندن ۳ سال از دوره محکومیتش، از زندان اوین آزاد شد.

### پس از آزادی
با وجود اعلام عدم محدودیت برای ادامه وکالت ستوده در روزهای ابتدایی آزادی وی، بنابر درخواست دادسرای اوین برای محرومیت خانم ستوده از وکالت و موافقت دادگاه انتظامی وکلا، نسرین ستوده برای مدت ۳ سال از انجام وکالت محروم شد. او با تحصن در برابر کانون وکلا توانست این حکم را بشکند.

### بازداشت در سال ۱۳۹۷
نسرین ستوده، روز چهارشنبه ۲۳ خرداد ۱۳۹۷ در منزل شخصی‌اش در تهران بازداشت شد. وکیل او، دلیل بازداشتش را اتهام «تبلیغ علیه نظام، اهانت به رهبر جمهوری اسلامی، جاسوسی برای نیروهای بیگانه و شکایت بازپرس دادسرای کاشان» عنوان کرد. به گفته وکیل او، وی برای این پرونده به ۵ سال حبس محکوم شده است.
به گفته همسر ستوده، وی به اتهام «تشکیل و اداره گروهک غیرقانونی لگام»، در ۱۳ مهر ۱۳۹۵ به صورت غیابی به ۵ سال حبس تعزیری محکوم شده بود. گزارش شده که وی به خاطر مناسب نبودن لباسش از شرکت در جلسه دادگاه منع شده بود. در پرونده او، مصادیق اتهامی چنین آمده است: «تحصن مقابل کانون وکلا، باز کردن صفحه فیسبوک، مصاحبه با رسانه‌های مختلف، ملاقات‌های محرمانه با دیپلمات‌های سفارتخانه‌های خارجی در تهران، عضویت در لگام (کمپین لغو گام به گام اعدام)، صدور بیانیه‌هایی در دفاع از محکومان نفاق و گروهک القاعده، حضور در اغتشاش دراویش». گفته شده که در مجموع وی به تحمل ۳۳ سال زندان با ۱۴۸ ضربه شلاق محکوم شده است که بر اساس قوانین جمهوری اسلامی ایران، تنها ۱۲ سال از این حکم قابل اجرا خواهد بود. این در حالیست که حکم سه سال باقی مانده حبس وی در پرونده اولش که هنوز سپری نشده است، از سوی دادگاه مشخص نشده است. در نهایت وی به خاطر پرونده اولش ۳ سال حبس باقی‌مانده، پرونده دومش، ۵ سال حبس تعزیری و پرونده سومش ۳۳ سال حبس تعزیری که ۱۲ سالش قابل اجرا است، محکوم شده است.
ستوده در ابتدا توسط رئیس و معاون زندان اوین ممنوع‌الملاقات بود تا آنکه با شکایت او، توانست دستور ممنوع‌الملاقاتی خود را لغو کند.

### بازداشت در سال ۱۴۰۲
نسرین ستوده در آبان ۱۴۰۲ به دلیل چهار مورد اتهامی بازداشت شد. خبرگزاری فارس دلیل بازداشت او را «کشف حجاب و فعالیت علیه امنیت روانی جامعه» گزارش کرد. ستوده در ۲۴ آبان ۱۴۰۲ با قید وثیقه و تا پیش از تشکیل دادگاه از زندان آزاد شد.

## فعالیت‌های سیاسی

### مخالفت با جمهوری اسلامی و قوانین آن
او از جمله ۱۵ فعال سیاسی و مدنی بود که با تأکید بر «اصلاح‌ناپذیری» نظام جمهوری اسلامی ایران خواستار برگزاری همه‌پرسی تحت نظارت سازمان ملل متحد برای «گذار مسالمت‌آمیز» از حکومت فعلی «به یک دموکراسی سکولار پارلمانی» شد. او یکی از منتقدان حجاب اجباری در ایران و از طرفداران جنبش زن، زندگی، آزادی بود.

### اعتصاب غذا در محکومیت داعش
در پی محاصره چند هفته‌ای شهر کوبانی توسط شبه‌نظامیان داعش و نبردهای خونین اطراف این شهر، نسرین ستوده و ۱۳ نفر از فعالان سیاسی، مدنی و فرهنگی ایرانی، در اعتراض به قتل‌عام و نسل‌کشی غیرنظامیان توسط داعش، دست به اعتصاب غذای ۳ روزه، از روز ۱۴ مهر ۱۳۹۳ نمودند. نسرین ستوده در خصوص این اعتصاب غذای ۳ روزه، این‌گونه توضیح داد: «ما می‌خواهیم بگوییم که مسئله داعش فقط مسئله کردها نیست، بلکه موضوعی است که صلح کره زمین را تهدید می‌کند و ما امیدواریم با این کمپین توجه جهانی را به این موضوع جلب کنیم تا برای توقف این توحش گسترده کاری انجام دهند.»

### قبول وکالت فعالان اجتماعی و سیاسی
وی وکالت فعالان اجتماعی و فعالان سیاسی مانند شیرین عبادی، حشمت‌الله طبرزدی، عیسی سحرخیز، محمد صدیق کبودوند، امید معماریان و نیز فعالان جنبش زنان ایران مانند رؤیا طلوعی، فرناز سیفی، منصوره شجاعی، طلعت تقی‌نیا، پروین اردلان، نوشین احمدی خراسانی، خدیجه مقدم، علی اکبر خسرو شاهی، مریم حسین خواه، جلوه جواهری، ناهید کشاورز، هومن فخار، راحله عسگری زاده، نسیم خسروی، محبوبه حسین‌زاده، امیر یعقوبعلی، دلارام علی، مارال فرخی، ناهید جعفری و سمیه فرید وشاپرک شجری زاده را بر عهده گرفته است. وی همچنین وکالت برخی کشته شدگان و اعدام شدگان پیامدهای انتخابات ریاست جمهوری دهم ایران، از جمله احمد نجاتی کارگر و آرش رحمانی‌پور را بر عهده داشته است. وی در زمینه وکالت هنرمندان هم فعال بوده است، ستوده وکالت هنرمندانی از جمله جعفر پناهی، مهدی رجبیان و حسین رجبیان را بر عهده داشته است.

## پیامدهای بازداشت

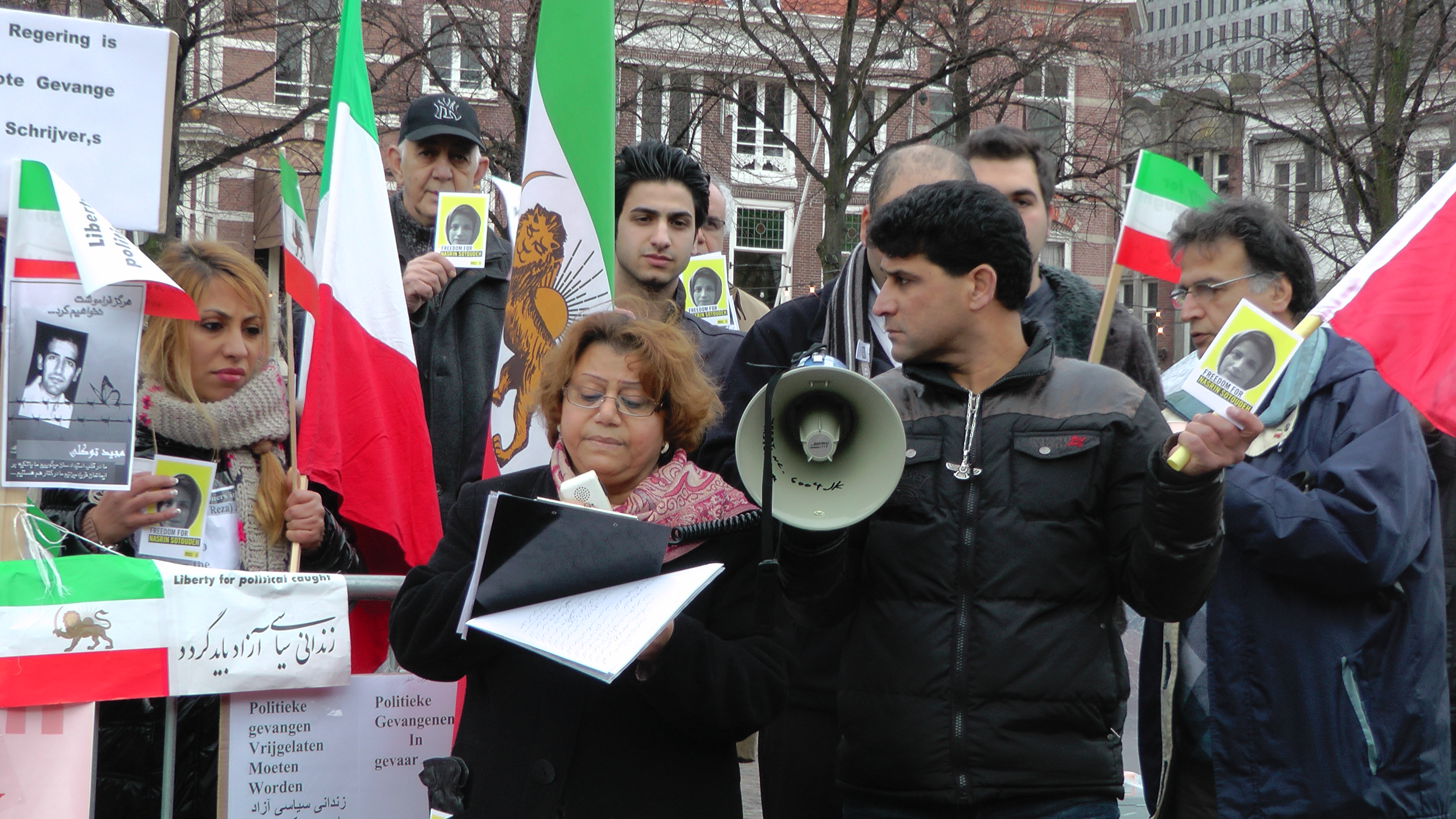
راهپیمایی ایرانیان مقیم هلند برای آزادی نسرین ستوده، لاهه، دسامبر ۲۰۱۲

### احضار و بازداشت خانواده
در تاریخ ۳۱ خرداد ۱۳۹۱، شعبه دوم دادیاری دادسرای شهید مقدس تهران (جنب زندان اوین) در احکام احضاریه‌ای جداگانه، مهراوه خندان و پدرش را ممنوع‌الخروج اعلام کرد. در پی این اقدام شیرین عبادی، وکیل دادگستری و برنده جایزه صلح نوبل ۲۳ تیرماه ۱۳۹۱ با ارسال نامه‌هایی به کمیساریای حقوق بشر سازمان ملل متحد و صندوق کودکان سازمان ملل متحد (یونیسف) نسبت به تعقیب کیفری و ممنوع‌الخروج کردن دختر ۱۲ ساله نسرین ستوده، توسط مقامات ایران اعتراض کرد. همچنین سازمان عفو بین‌الملل نیز با انتشار بیانیه‌ای با اعتراض به این حکم از مقامات ایران درخواست کرد «دست از آزار خانواده خانم ستوده» بردارند. مهراوه خندان، ساعاتی بعد با قرار کفالت آزاد شد.
احضار و حکم ممنوعیت خروج مهراوه و پدرش (دختر و همسر ستوده) در خرداد ۱۳۹۱، مورد توجه رسانه‌های متعددی قرار گرفت. به گفته عبدالکریم لاهیجی، حقوقدان و نایب رئیس فدراسیون بین‌المللی جامعه‌های حقوق بشر، ایران از امضا کنندگان کنوانسیون حقوق کودک است و بر اساس این کنوانسیون حق احضار یک نوجوان به دادگاه عمومی را ندارد و تنها در صورتی‌که ۱۶ تا ۱۸ سال سن داشته باشند و مرتکب جنایتی مانند قتل شده باشند به دادگاه احضار می‌شوند که این دادگاه هم باید دادگاه خاص این افراد باشد نه دادگاه عمومی. به عقیده او این احضار و ممنوعیت برای تحت فشار قرار دادن ستوده بوده است.
روز دوشنبه ۶ مرداد ۱۳۹۹، رضا خندان، همسر نسرین ستوده، در فیسبوک خبر داد که دادستان تهران حساب‌های بانکی او را بسته است. او نوشت که علت توقیف حساب‌های بانکی همسرش بر او مشخص نیست و مراجعات وی و وکیل نرگس ستوده به «اداره حقوقی بانک پاسارگاد، دادسرای اوین و دادستانی تهران هیچ نتیجه‌ای نداشته است». رضا خندان در ادامه نوشته خود این اقدام را «غیرانسانی» و «در راستای وارد آوردن فشار اقتصادی به خانواده، در شرایط بحران و فروپاشی اقتصادی» کشور دانسته است. در ۲۷ مرداد ۱۳۹۹ سازمان گزارشگران بدون مرز گزارش داد که مهراوه، دختر ستوده، به دادسرای اوین احضار شده است. مأموران امنیتی در حوالی ساعت ۱۱ پیش از ظهر روز دوشنبه ۲۷ مرداد ۱۳۹۹ (۱۷ اوت ۲۰۲۰) به منزل رضا خندان آمدند و دختر او را بازداشت کردند. این سازمان با ابراز نگرانی از بازداشت احتمالی مهراوه خندان، علت این رفتارها را «فشار بیشتر» بر نسرین ستوده دانسته که «با خواست آزادی زندانیان سیاسی، اعتصاب غذا کرده است». در گزارش‌هایی که در شبکه‌های اجتماعی منتشر شد، آمده که مهراوه خندان توسط پنج مأمور امنیتی بازداشت شده و مأموران رضا خندان را نیز بازداشت کردند.

### دیدار با محمّد خاتمی
پس از انتخابات ریاست جمهوری ایران در سال ۱۳۹۲ التهاب فضای سیاسی و اجتماعی ایران کمی کاهش داشت، در همین راستا سیّد محمّد خاتمی رئیس‌جمهور پیشین ایران، در یکی از روزهای تیر ۱۳۹۲ که ستوده در مرخصی زندان به سر می‌برد، به دیدار نسرین ستوده رفت و نسرین ستوده در این دیدار، گزارشی از وضعیت خود و زندان به رئیس‌جمهور پیشین ایران ارائه کرد.

### دیدار با هیئت پارلمانی اتّحادیه اروپا
روز جمعه ۲۲ آذر ۱۳۹۲ (۱۳ نوامبر ۲۰۱۳) هیئت پارلمانی اتحادیه اروپا در نخستین روز از سفر ۶ روزه خود به ایران، با نسرین ستوده و جعفر پناهی در سفارت یونان دیدار کردند.
ستوده در این دیدار کاردستی خود، شامل طرح‌هایی از آرم زندان اوین به رنگ‌های مختلف در زندان را به نشانه قدردانی به هیئت اعزامی پارلمان اروپا هدیه داد.
پس از آن، وزارت خارجه ایران در اعتراض به دیدار هیئت پارلمانی اتحادیه اروپا با نسرین ستوده و جعفر پناهی، کاردار سفارت یونان را احضار کرد. وزارت خارجه این دیدار را «مغایر با حسن نیت» دانست و گفت که برخلاف «تذکرات قبلی» انجام گرفته است. همچنین شماری از مقام‌های ایرانی و چهره‌های سیاسی محافظه‌کار از این دیدار انتقاد کردند. آن‌ها گفتند با توجه به محکومیت قضایی خانم ستوده و آقای پناهی، دیدار هیئت پارلمانی و اهدای جایزه را محکوم کردند. برخی از نمایندگان مجلس عملکرد وزارت خارجه و وزارت اطلاعات را در این زمینه زیر سؤال بردند.
همچنین سه وزیر کابینه حسن روحانی به مجلس احضار شدند تا دربارهٔ این دیدار توضیح دهند. اصول‌گرایان در مجلس ایران از این دیدار خشمگین و خواستار توضیح دولت شدند. آن‌ها گفتند: «مسئله‌ای نیست که بخواهیم به سادگی از کنار آن بگذریم، زیرا اینجا جمهوری اسلامی ایران است، نه افغانستان و اوکراین».
ایزابل دورانت، عضو بلژیکی هیئت پارلمان اروپا، پیش از آغاز سفر گفته بود که دیدار با ناراضیان، از جمله با نسرین ستوده و جعفر پناهی نیز در دستور کار هیئت است. این هیئت با مقام‌های دولتی ایران از جمله علی لاریجانی، رئیس مجلس ایران و علاءالدین بروجردی، رئیس کمیسیون امنیت ملی و سیاست خارجی مجلس شورای اسلامی دیدار کرد. این هیئت در آستانه سفر به ایران اعلام کرده بود که در این سفر دربارهٔ از سرگیری روابط، مسایل مربوط به حقوق بشر، از جمله حمایت از حقوق اقلیت‌ها و تقویت ارزش‌های دموکراسی با نمایندگان مجلس ایران گفتگو می‌کند.

### در نظرگاه دیگران
- در تیرماه ۱۳۹۹ شهردار پایتخت فرانسه پرتره نسرین ستوده را مقابل ساختمان شهرداری پاریس نصب کرد و خواستار آزادی او شد. کانون وکلای پاریس و نمایندگان نهادهای بین‌المللی فعال در زمینهٔ حقوق بشر نیز از این اقدام حمایت کردند.[۵۹]
- روز سه‌شنبه، ۲۸ مرداد ۱۳۹۹ هایدی هاوتالا، نایب رئیس در امور دموکراسی، حقوق بشر و جامعهٔ ساخاروف و ماریا آرنا، رئیس کمیسیون فرعی حقوق بشر پارلمان اروپا با انتشار بیانیه‌ای افزایش فشار بر خانواده او و بازداشت دخترش را محکوم کرده و از دولت‌مردان جمهوری اسلامی خواستند تا پاسخ‌گوی درخواست‌های قانونی وی شوند. در این بیانیه آمده است: «ما به شدت در مورد سلامتی نسرین ستوده، برنده جایزه ساخاروف، نگران هستیم. او برای دومین بار در کمتر از شش ماه، زندگی خود را به‌خاطر اعتصاب غذا به خطر انداخته، زیرا دولت‌مردان ایران از پاسخ‌گویی به هرگونه درخواست قانونی برای آزادی مدافعان حقوق بشر و زندانیان عقیدتی سر باز می‌زنند.»[۶۰]
- در ۱۹ آبان ۱۴۰۱ نائب رئیس کمیته حقوق بشر پارلمان اروپا، هانا نیومن با تمجید از او گفت «مقابل کسانی مانند خانم ستوده که بابت دفاع از حقوق بشر تحت پی‌گرد قانونی قرار می‌گیرند و تهدید می‌شوند و به زندان افکنده می‌شوند و به خاطر آینده جامعه، جان خود و افراد خانواده‌شان را به خطر می‌اندازند، سر کُرنش فرو می‌آورد.»[۶۱]
- در سال ۱۳۹۷ دولت نروژ، سفیر ایران را به خاطر پرونده نسرین ستوده احضار کرد.[۶۲]
- واتسلاو هاول رئیس‌جمهور پیشین جمهوری چک و فعال حقوق بشر، در همایش بین‌المللی «فوروم ۲۰۰۰» که در اکتبر ۲۰۱۰ در پراگ برگزار شد، ضمن پشتیبانی از نسرین ستوده، خواستار آزادی فوری او از زندان شد.[۲۴]
- شیرین عبادی به همراه ۸ مدافع حقوق بشر در نامه‌ای خواستار آزادی نسرین ستوده شدند.[۶۳]
- هدر نائورت، سخنگوی وزارت خارجه آمریکا، روز پنج‌شنبه ۲۴ خرداد ۱۳۹۷ خواستار آزادی فوری نسرین ستوده شد.
- درسال ۲۰۱۹ شورای شهر پاریس به نسرین ستوده، شهروندی افتخاری اعطا کرد و خواهان آزادی او شد.[۶۴]

## جایزه‌ها

### کمیته بین‌المللی حقوق بشر ایتالیا
در سال ۲۰۰۸ کمیته بین‌المللی حقوق بشر ایتالیا که سازمانی غیردولتی در زمینه حقوق بشر است، نخستین جایزه خود را به نسرین ستوده اهدا کرد. مراسم اهدای این جایزه ۱۰ دسامبر (۲۰ آذر)، روز تصویب اعلامیه جهانی حقوق بشر و روز جهانی حقوق بشر در شهر میرانو در ایتالیا برگزار شد.

### انجمن آمریکایی قلم (پن)
انجمن آمریکایی قلم (پن) روز چهارشنبه ۲۴ فروردین (۱۳ آوریل) اعلام کرد که جایزهٔ آزادی قلم باربارا گلداسمیت سال ۲۰۱۱ خود را به نسرین ستوده، وکیل، فعال حقوق بشر و روزنامه‌نویس ایرانی اختصاص داده است.

### جایزهٔ ساخاروف
در آبان ماه سال ۱۳۹۱ اعلام شد جایزه آزادی افکار ساخاروف از طرف پارلمان اروپا به نسرین ستوده و جعفر پناهی اهدا شد. اعضای هیئت پارلمانی اروپا نیز تصمیم گرفتند در طی سفر از پیش برنامه‌ریزی‌شده‌شان به تهران، ضمن دیدار با ستوده و پناهی، دعوتنامه رسمی پارلمان اروپا از آن‌ها در ارتباط با دریافت جایزه ساخاروف را به‌دست آن‌ها برسانند. اما سفر هیئت اروپایی مذکور به دلیل عدم پذیرش شرط آن‌ها مبنی بر دیدار با نامبردگان به ایران لغو شد.
اما روز پنجشنبه، ۲۸ آذر ۱۳۹۲ (۱۹ دسامبر ۲۰۱۳)، خبرگزاری فارس و چند وب‌سایت خبری وابسته به جناح محافظه‌کار در ایران، گزارش کردند که هیئت پارلمان اروپا در جلسه‌ای در سفارت یونان، جایزه ساخاروف برای آزادی اندیشه را به نسرین ستوده و جعفر پناهی، حقوقدان و فیلمساز ایرانی تحویل دادند. اما به دلیل تحریم بانکی ایران، تحویل جایزه نقدی به پناهی و ستوده امکان‌پذیر نیست.
خبرگزاری مهر به نقل از مشاور امور بین‌الملل مجلس شورای اسلامی گزارش داد، وی اعلام کرده ایران هیچ‌گونه پیش‌شرط در این رابطه از جمله موافقت با دیدار هیئت اروپایی با دو تن از زندانیان سیاسی و اعطای جایزه به آنان را نمی‌پذیرد.
هیلاری کلینتون وزیر امور خارجه آمریکا با انتشار بیانیه‌ای، ضمن اعلام تبریک به نسرین ستوده و جعفر پناهی برای دریافت جایزه ساخاروف، از عدم امکان حضور آن‌ها در مراسم اهدای جوایز ابزار تاسف کرده بود. در قسمتی از این بیانیه آمده: «ما از حکومت ایران می‌خواهیم که فوراً ستوده را آزاد کرده، محدودیت‌ها علیه پناهی را لغو کند و همچنین کلیه زندانیان سیاسی و دیگر زندانیان را که صرفاً به خاطر عقاید و باورهای سیاسی و مذهبی شان در حبس به سر می‌برند، آزاد کند.»

### جایزهٔ حقوق بشر اروپا
۲۸ نوامبر ۲۰۱۹ (هفتم آذر ۱۳۹۸) شورای انجمن‌های حقوقی و وکالت اروپا جایزه حقوق بشر خود را به چهار وکیل حقوقی ایران، از جمله نسرین ستوده، اعطا کرد. این چهار وکیل بخاطر دفاع از زندانیان سیاسی هم‌اکنون در زندانهای ایران اسیر هستند.

### جایزهٔ آلترناتیو
روز پنج‌شنبه ۱۰ مهر ۱۳۹۹ نسرین ستوده به عنوان یکی از برندگان جایزه معتبر «زندگی درست» معروف به نوبلِ آلترناتیو اعلام شد. در بیانیهٔ بنیاد «زندگی درست» آمده است که برندگان سال ۲۰۲۰ یک نقطهٔ مشترک دارند و آن «مبارزه آنها برای برابری و دموکراسی و عدالت و آزادی» است.

### جایزهٔ آزادی بیان
خرداد سال ۱۴۰۰، جایزه آزادی بیان در اسپانیا به نسرین ستوده اهدا شد. کروز سانچز د لارا، وکیل اسپانیایی که این جایزه را از طرف ستوده دریافت کرد. کمیته داوران این جوایز اعلام کرد که نسرین ستوده را به خاطر ایستادگی‌اش برای حقوق زنان که تأثیر مثبتی بر نسل‌های آینده گذاشته است برگزیده است.

### عکس سال
در طی محاکمات نسرین ستوده، در کانون وکلا وی در حالی که دست بند به دست داشت، دستان خود را برگردن شوهرش رضا خندان انداخت، از این صحنه عکسی گرفته شد که به عنوان یکی از عکس‌های سال ۲۰۱۱ ثبت گردید.

### جایزه نوبل جایگزین
در سال ۲۰۲۰، نوبل جایگزین توسط یک ارگان خصوصی در سوئد، به نسرین ستوده و ۲ وکیل دیگر داده شد. این جایزه هر سال از سوی یک بنیاد خصوصی در سوئد به فعالان جامعه مدنی و کنشگران حقوق بشر و محیط زیست اعطا می‌شود.

## آثار
- کتاب نامه‌های زندان یکی از آثار نوشته شده توسط اوست.[۷۴]
- تاکسی (۱۳۹۳)، فیلمی است که جعفر پناهی آن را برای تمجید از وی ساخت و خود او نیز در آن بازی کرد.[۷۵]
- نسرین (۲۰۲۰)[۷۶]